# Bennskjera
Die Bennskjera (norwegisch für Bennschären, englisch Benn Skerries) sind eine Gruppe von Rifffelsen im Südatlantik. Sie verteilen sich 500 m westlich des Kaps Norvegiaodden auf der Bouvetinsel über eine Länge von 400 m.
Entdeckt und kartiert wurden sie im Dezember 1927 bei der Forschungsfahrt der Norvegia unter Kapitän Harald Horntvedt (1879–1946). Der Benennungshintergrund ist nicht überliefert.